# Моніва Теруюкі
Моніва Теруюкі (яп. 茂庭 照幸, нар. 8 вересня 1981, Канаґава) — японський футболіст.

## Виступи за збірну
2003 року дебютував в офіційних матчах у складі національної збірної Японії. Відтоді провів у формі головної команди країни 9 матчі.

## Статистика виступів
| Збірна Японії | Збірна Японії | Збірна Японії |
| Роки          | Ігри          | голи          |
| ------------- | ------------- | ------------- |
| 2003          | 2             | 0             |
| 2004          | 1             | 0             |
| 2005          | 4             | 1             |
| 2006          | 2             | 0             |
| Усього        | 9             | 1             |

## Титули і досягнення
- Клубні:
  - Володар Кубка Джей-ліги: 2004, 2009

- Збірні:
  - Срібний призер Азійських ігор: 2002